# Aspidiotus remaudierei
Aspidiotus remaudierei är en insektsart som beskrevs av Alfred Serge Balachowsky 1956. Aspidiotus remaudierei ingår i släktet Aspidiotus och familjen pansarsköldlöss. Inga underarter finns listade i Catalogue of Life.